# معبر النهاري
معبر علي النهاري شاعر سعودي , ولد في بيش التابعة لمنطقة جازان جنوب المملكة العربية السعودية , حاصل على البكالوريوس في التربية , يشغل النهاري عضوية كل من نادي أبها الأدبي ونادي جازان الأدبي , وهو عضو مؤسس لمؤسسة الحفاظ على تراث تهامة , شارك في العديد من الأمسيات خارج وداخل المملكة العربية السعودية.
له من المؤلفات كتاب فنولوجية المفردة التهامية , وديوان بسملة على مقام الحب , وقد قدم النهاري حلقات عن ادباء المملكة العربية السعودية في جامعة الاستشراق بموسكو , كرمته وزارة الثقافة اليمنية مع الشاعر إبراهيم طالع لدورهما في الحفاظ على المفردة التهامية , كما نال شهادة تقدير من دارة الملك عبدالعزيز على إسهاماته الأدبية في الحفاظ على الفلكلور التهامي.